# 東春近村
東春近村（ひがしはるちかむら）は長野県上伊那郡にあった村。現在の伊那市東春近にあたる。

## 地理
- 河川：天竜川、三峰川

## 歴史
- 1875年（明治8年）1月23日 - 筑摩県伊那郡田原村・殿島村が合併して東春近村となる。
- 1876年（明治9年）8月21日 - 長野県の所属となる。
- 1879年（明治12年）1月4日 - 郡区町村編制法の施行により上伊那郡の所属となる。
- 1889年（明治22年）4月1日 - 町村制の施行により、東春近村が単独で自治体を形成。
- 1933年（昭和8年） - 二・四事件が表面化。東春近小学校の教員6人が検挙される[1]。
- 1954年（昭和29年）4月1日 - 伊那町・富県村・美篶村・手良村・西箕輪村と合併して伊那市が発足。同日東春近村廃止。